# کسکید سیتی
کسکید سیتی (به انگلیسی: Cascade City) یک منطقهٔ مسکونی در کانادا است که در باندری، کوتنیز در بریتیش کلمبیا واقع شده‌است. کسکید سیتی ۰ نفر جمعیت دارد و ۵۰۵٫۹۷ متر بالاتر از سطح دریا واقع شده‌است.